# Liste der deutschen Botschafter in Äthiopien
Die Liste der deutschen Botschafter in Äthiopien enthält die Botschafter des Deutschen Reichs und der Bundesrepublik Deutschland in Äthiopien. Sitz der Botschaft ist in Addis Abeba.
Außerdem bestanden bis 2010 Verbindungen nach Dschibuti über den Botschafter in Addis Abeba.

## Deutsches Reich
| Name                              | Amtszeit  | Funktion        |
| --------------------------------- | --------- | --------------- |
| Georg Coates                      | 1904–1908 |                 |
| Robert von Scheller-Steinwartz    | 1908–1912 |                 |
| Walter Zechlin                    | 1910–1913 | Geschäftsträger |
| Friedrich Wilhelm Karl von Syburg | 1914–1918 |                 |
| Lorenz Jensen                     | 1920–1921 | Geschäftsträger |
| Fritz Max Weiss                   | 1921–1927 |                 |
| Curt Max Prüfer                   | 1927–1930 |                 |
| Erich Hossenfelder                | 1930–1932 |                 |
| Wilhelm Albrecht von Schoen       | 1932–1935 |                 |
| Hans Kirchholtes                  | 1935–1936 |                 |

## Bundesrepublik Deutschland
| Name                             | Amtszeit  |
| -------------------------------- | --------- |
| Hans Bidder                      | 1953–1959 |
| Paulus von Stolzmann             | 1959–1962 |
| Konrad von Schubert              | 1963–1965 |
| Kurt Müller                      | 1965–1969 |
| Rudolf Fechter                   | 1969–1973 |
| Herbert Freiherr von Stackelberg | 1973–1975 |
| Johann Christian Lankes          | 1975–1978 |
| Harald Busse                     | 1978–1978 |
| Dietrich Venzlaff                | 1978–1978 |
| Rüdiger von Pachelbel            | 1979–1984 |
| Bernard Oldenkott                | 1984–1988 |
| Kurt Stöckel                     | 1988–1990 |
| Paul Joachim von Stülpnagel      | 1990–1992 |
| Horst Winkelmann                 | 1992–1995 |
| Wiltrud Holik                    | 1995–1999 |
| Herbert Honsowitz                | 1999–2002 |
| Helga Gräfin Strachwitz          | 2002–2005 |
| Claas Dieter Knoop               | 2006–2010 |
| Lieselore Cyrus                  | 2010–2014 |
| Joachim Schmidt                  | 2014–2017 |
| Brita Wagener                    | 2017–2020 |
| Stephan Auer                     | 2020–2024 |
| Jens Hanefeld                    | 2024–2025 |